# Futbol a Sierra Leone
El futbol és l'esport més popular a Sierra Leone. És dirigit per l'Associació de Futbol de Sierra Leone (SLFA).

## Competicions
- Lligues:

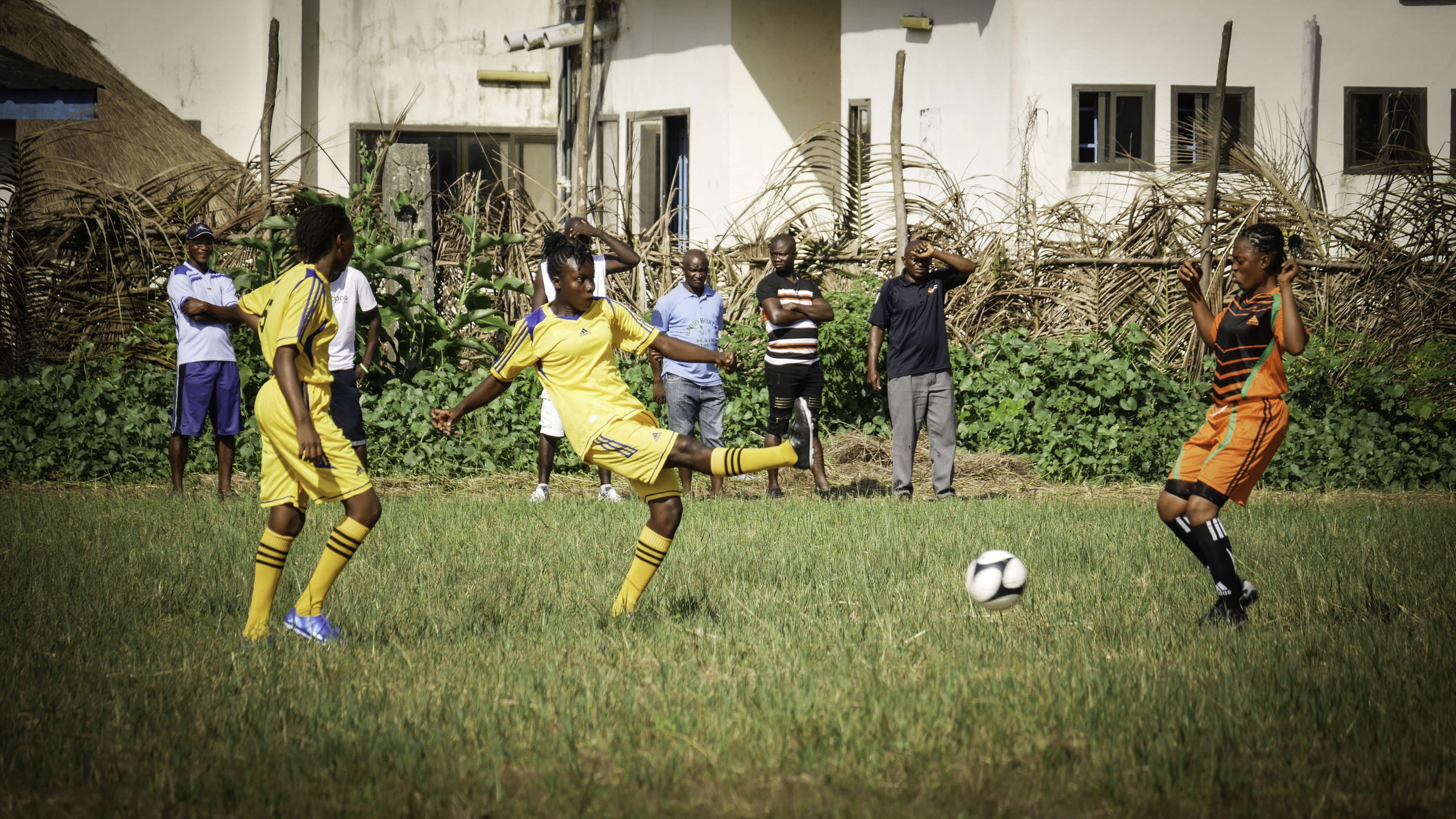
Partit de futbol femení a Sierra Leone.

  - Sierra Leone National Premier League[4]
  - Sierra Leone National First Division
- Copes:
  - Sierra Leone FA Cup[5]
  - Sierra Leone Charity Shield

## Principals clubs
Clubs amb més títols nacionals a 2019.
- East End Lions FC
- Mighty Blackpool FC
- Ports Authority FC
- FC Kallon
- Real Republicans FC
- Kamboi Eagles FC
- Old Edwardians FC
- Diamond Stars FC
- FC Johansen
- Freetown United FC
- Wusum Stars FC
- Bai Bureh Warriors FC

## Jugadors destacats
Fonts:
Des de 1970
- Ismael Dyfan
- Nahim Khadi
- Sam Obi Metzger Sr

Des de 1980
- Atto Mensah

Des de 1990
- Leslie Allen
- Lamin Conteh
- Kemokai Kallon
- Brima Kamara
- Mohamed Kanu
- Musa Kanu
- Gbassay Sessay
- Komba Yomba

Des de 2000
- Kewullay Conteh
- Mohamed Kallon
- Ibrahim Kargbo
- Paul Kpaka
- Mustapha Sama
- Sheriff Suma

Des de 2010
- Mohamed Bangura
- Umaru Bangura
- Kei Kamara
- Mohamed Kamara

## Principals estadis

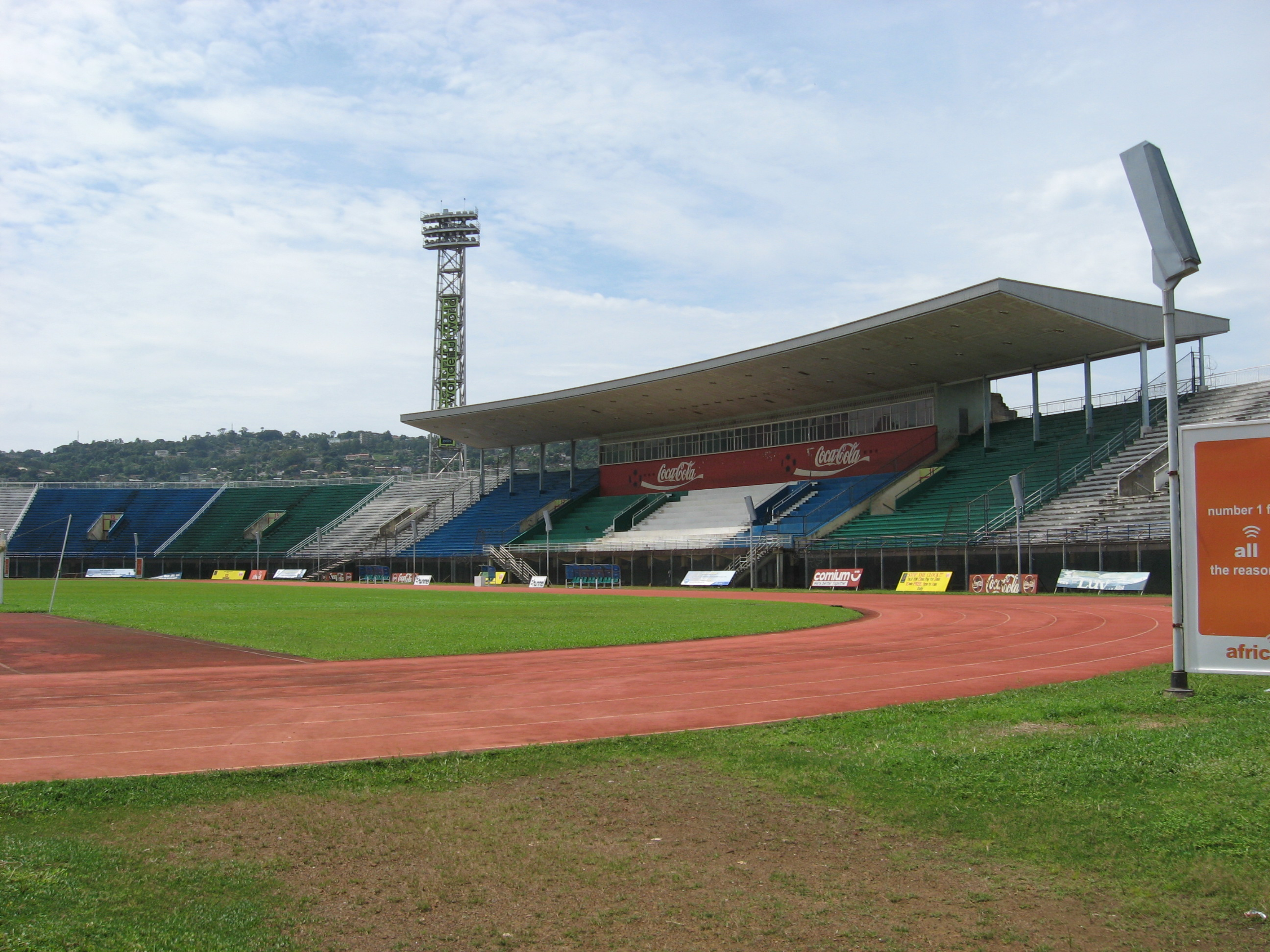
Estadi Nacional de Sierra Leone.

| # | Estadi                          | Capacitat | Ciutat   |
| - | ------------------------------- | --------- | -------- |
| 1 | Estadi Nacional de Sierra Leone | 30.000    | Freetown |
| 2 | Estadi de Bo                    | 25.000    | Bo       |